# سراب جهانگیر
سراب جهانگیر، روستایی از توابع بخش مرکزی شهرستان پل‌دختر در استان لرستان ایران است.

## جمعیت
این روستا در دهستان جایدر قرار دارد و براساس سرشماری مرکز آمار ایران در سال ۱۳۸۵، جمعیت آن ۱۱ نفر (۴خانوار) بوده‌است.